# Rose Kemp
Pour les articles homonymes, voir Kemp.
Rose Kemp (née à Carlisle le 11 décembre 1984) est une chanteuse et guitariste anglaise. Elle est la fille de Maddy Prior et Rick Kemp (en) du groupe de folk rock Steeleye Span.

## Biographie
Rose Kemp commence sa carrière de chanteuse pendant son adolescence, dans le groupe de ses parents Steeleye Span. Par la suite, elle est invitée à chanter dans d'autres groupes. En 1996, elle figure sur l'album Carols at Christmas de The Carnival Band (en). En 2002, le label Park Records (en) diffuse l'album Bib and Tuck, de Maddy Prior and The Girls, un trio composé de Maddy Prior, Rose Kemp et Abbie Lathe. Rose Kemp compose et chante plusieurs morceaux du disque.
Sa premier album solo, Glance, est diffusé par Park Records en 2003. Elle tourne ensuite avec The Oyster Band (en). En 2004, Rose Kemp change d'orientation musicale. Elle enregistre un mini album, The Free To Be Me E.P, qui est ensuite renommé Mini-Album, au Warehouse Studios à Oxford en compagnie des membres de The Fourers. Rose Kemp joue de la guitare et prend pour la première fois totalement en charge les arrangements ainsi que la production de ce mini-album, aux accents plus rock.
Rose Kemp signe sur le label One Little Indian Records en juillet 2005. Sa deuxième album, A Hand Full of Hurricanes, sorti en février 2007, est enregistré dans les studios de Bristol and Cardiff. Après une longue tournée de promotion au Royaume-Uni et en Europe, elle commence à enregistrer durant l'été 2007 au State of Art studios de Bristol. Sa troisième album studio, Unholy Majesty, est produit par Chris Sheldon. Il sort en septembre 2007. Les deux années suivantes, Rose Kemp joue au Roadburn Festival (Tilburg, Pays-Bas) et au Supersonic Festival (en) (Birmingham, Royaume-Uni). Elle repart en tournée et joue en première partie de Porcupine Tree. Son quatrième album, Golden Shroud, sort en 2010.
En décembre 2010, Rose Kemp effectue une reprise de Wind and Rains is Cold des Cardiacs, enregistrée avec Rarg, musicien de style electro. Elle figure sur Leader Of The Starry Skies: A Tribute To Tim Smith, Songbook 1, une compilation sortie afin de venir en aide à Tim Smith, le chanteur des Cardiacs, victime d'un accident vasculaire cérébral.

## Autres projets

### Jeremy Smoking Jacket
Rose Kemp a aussi joué avec SJ Esau dans le trio de pop improvisée Jeremy Smoking Jacket. Le groupe enregistre un EP Now We Are Dead (and Other Stories) et a été diffusé par Enormous Corpse et Fact Fans en août 2005; Max Milton quitte le groupe en octobre 2006, mais Rose Kemp et Sam continuent à jouer ensemble, et enregistre en session live Huw Stephens' dans une émission sur la chaîne BBC Radio 1 en novembre 2006. Ils ont aussi joué au Glastonbury Festival et au Tate Britain. Le duo est en train de travailler sur un album.

### VILNA
En février 2006, Rose Kemp rejoint un groupe de Post-rock instrumental, Snakes on a Plane en tant que guitariste solo. Composé normalement de cinq membres, le second guitariste Matt Williams alias Team Brick quitte le groupe, celui-ci se renommant VILNA en référence à un morceau du groupe français Weidorje. Joe Garcia, James King et Alex Bertram-Powell sont les autres membres du groupe. Le style du groupe s'oriente vers le progressive/doom metal. Bien que VILNA cesse son activité en 2007, Joe Garcia et James King sont désormais dans le groupe de Rose Kemp et jouent dans l'album sorti en 2008 Unholy Majesty.

## Discographie

### EP
- 2004 : Mini-Album

### Albums
- 2003 : Glance (Park Records (en))
- 2007 : A Hand Full of Hurricanes (One Little Indian Records)
- 2008 : Unholy Majesty (One Little Indian)
- 2010 : Golden Shroud